# Шожма (приток Рандозерки)
Шожма — река в России, протекает по территории Важинского городского поселения Подпорожского района Ленинградской области и Святозерского сельского поселения Пряжинского района Республики Карелии. Длина реки — 10 км.

## Общие сведения
Река берёт начало из озера Шожма на высоте 128,6 м над уровнем моря и далее течёт преимущественно в северном направлении по заболоченной местности.
Шожма в общей сложности имеет пять малых притоков суммарной длиной 7,5 км.
К бассейну Шожмы также относятся озёра Лигаж и Крехозеро.
Впадает на высоте выше 108,0 м над уровнем моря в реку Рандозерку, впадающую в реку Важинку, правый приток Свири.
Населённые пункты на реке отсутствуют.
Код объекта в государственном водном реестре — 01040100712102000012547.